# Hymn Królestwa Francji
Hymn Królestwa Francji – Królestwo Francji posiadało dwa hymny: w latach 1590–1815 Niech żyje Henryk IV a w latach 1815-1848 Niech żyje król Ludwik, lecz druga pieśń wywodzi się z pierwszej i jest jej słowną modyfikacją.
W 1590, kiedy rozpoczynała się fala popularności króla Henryka IV wystawiona została sztuka, gdzie śpiewana była pierwsza zwrotka owej pieśni. W kilka miesięcy wszyscy - i szlachta i prosty lud mieli tę pieśń na ustach, a ona sama stała się hymnem. Z każdym ważnym wydarzeniem dodawano jakąś zwrotkę (np. ku pamięci króla Ludwika XVI dodano zwrotkę zaczynającą się na Chantons l'antienne).
Po ostatecznym powrocie Ludwika XVIII pieśń została zmieniona w duchu restauracji i pogardy dla Napoleona. Nowy hymn przetrwał do końca rządów Ludwika Filipa I.
Istniała również trzecia wersja - bojowa, która została wymyślona podczas walki z rewolucją.

## "Niech żyjeHenryk IV"
Vive Henri IV
Vive ce Roi vaillant !
Ce diable à quatre
A le triple talent
De boire et de battre,
Et d'être un vert-galant.
De boire et de battre,
Et d'être un vert-galant.
Au diable guerres,
Rancunes et partis.
Comme nos pères,
Chantons en vrais amis
Au choc des verres,
Les roses et les lys !
Au choc des verres,
Les roses et les lys !
Chantons l'antienne
Qu'on chantera dans mille ans,
Que Dieu maintienne
En paix ses descendants
Jusqu'à ce qu'on prenne,
La lune avec les dents.
Jusqu'à ce qu'on prenne,
La lune avec les dents.
Vive la France,
Vive le roi Henri !
Qu'à Reims on danse,
En disant comme Paris
Vive la France,
Vive le roi Henri !
Vive la France,
Vive le roi Henri !
Vive Henri IV
Vive ce roi vaillant !
Vive Henri IV
Vive ce roi vaillant !
Ce diable à quatre
A le triple talent
De boire et de battre,
Et d'être un vers galant.
J'aimons les filles,
Et j'aimons le bon vin
J'aimons les filles,
Et j'aimons le bon vin
De nos bons drilles
Voilà tout le refrain
J'aimons les filles
Et j'aimons le bon vin !
Moins de soudrilles
Eussent troublé le sein
Moins de soudrilles
Eussent troublé le sein
De nos familles
Si l'ligueux plus humain
Eût ainsi aimé les filles
Eût aimé le bon vin !

## Niech żyje królLudwik
Vivent, nos Princes
Vive, vive Louis
Dans nos provinces
Aussi bien qu'à Paris
On chérit nos Princes,
Et le bon roi Louis
Vivent, nos Princes
Vive, vive Louis
Dans nos provinces
Aussi bien qu'à Paris
On chérit nos Princes,
Et le bon roi Louis
Meurs Bonaparte,
Meurs infāme tyran !
Pour que tu crèves
J'implorerais Satan!
Et la fièvre quarte
Et l'Enfer qui t'attend !
Vivent, nos Princes
Vive, vive Louis
Dans nos provinces
Aussi bien qu'à Paris
On chérit nos Princes,
Et le bon roi Louis
Vivent, nos Princes
Vive, vive Louis
Dans nos provinces
Aussi bien qu'à Paris
On chérit nos Princes,
Et le bon roi Louis

## Niech żyje Henryk IV (wersja bojowa)
Vive Henri IV
Vive ce Roi vaillant !
Ce diable à quatre
A le triple talent
De boire et de battre,
Et d'être un vert-galant.
De boire et de battre,
Et d'être un vert-galant.
Vive le Roi !
Noble cri de la vieille France,
Cri d'espérance
De bonheur d'amour et de foi !
Trop longtemps étouffé par le crime et nos larmes
Eclate plus brillant et plus rempli de charmes.
Vive le Roi !
Vive jamais, vive le Roi !